# مارسيل شين
مارسيل شين (بالإنجليزية: Marcel Schein) (9 يونيو 1902 في تريش، مورافيا، جمهورية التشيك - 20 فبراير 1960 في شيكاغو، الولايات المتحدة)، هو عالم فيزياء أمريكي من أصل تشيكي، اشتهر ببحوثه ودراساته في مجال الأشعة الكونية.

## السيرة الذاتية
ولد مارسيل بالتشيك. وقد درس في جامعة فيينا، جامعة فورتسبورغ وجامعة زيورخ. حيث حصل من هذه الأخيرة على دكتوراة في الفيزياء عام 1927 تحت إشراف إدغار ماير بأفضل معدل "مع مرتبة الشرف"، وبعد ذلك بدأ يرتاد الجامعات الأوروبية حتى عام 1938.
ثم هاجر إلى الولايات المتحدة بدعوة من آرثر كومبتون، فحصل على وظيفة في معهد الفيزياء بجامعة شيكاغو. ثم عمل باحثا بين عامي من 1938 و1943، ليصبح بعدها أستاذا مساعدا من 1943 إلى 1945، ثم أستاذ مشارك حتى عام 1946. ثم عين أستاذا.
واعتبارا ً من 1947، وبفضل هيئة الطاقة الذرية الأمريكية وبحرية الولايات المتحدة، أجرى دراسات في الأشعة الكونية باستخدام البالونات القادرة على الوصول إلى ارتفاع 120.000 قدم في الغلاف الجوي. وواصل بحوثه هذه حتى عام 1960 إذ توفي خلال نفس السنة بشيكاغو.

## وصلات خارجية
- http://libserv.aip.org:81/ipac20/ipac.jsp?uri=full=3100001~!6587~!0&profile=newcustom-icos
- http://physics.syr.edu/~rsholmes/genealogy.html نسخة محفوظة 8 فبراير 2007 على موقع واي باك مشين. (سيرة ذاتية)
- http://www.astrocosmo.cl/astrofis/astrofis-03_06.htm (إيطالية)